# José Noja
José Noja Ortega (Aracena, Huelva, 7 de enero de 1938 - Madrid, 5 de julio de 2023) en el mundo artístico conocido como Pepe Noja, fue un escultor, pintor y piloto español.

## Biografía
Inició sus estudios artísticos en Andalucía, pero, más tarde, en 1957 ingresó en la Escuela del Aire, graduándose como piloto. Trabajó entonces en aviación civil, y desde 1960 para la compañía neerlandesa KLM. Esto le supuso pasar muchas temporadas en Holanda, cosa que le permitió jugar como futbolista en el Ajax de Ámsterdam, por un lado y obtener, en 1962 una beca del estado neerlandés para estudiar en la Famous Arts School of California, lo que dio pie a comenzar su producción artística personal y a realizar sus exposiciones.
En 1975 regresó a España, y se dedica fundamentalmente a diseñar y esculpir obras que adornan espacios públicos de ciudades y pueblos. Entre sus aportaciones en la escultura urbana, destaca su labor como promotor de museos de escultura al aire libre, como es el caso del Museo de escultura al aire libre de Aracena (1985), Museo de Arte Contemporáneo V Centenario de Huelva (1991), Museo de escultura al aire libre de Alcalá de Henares (1993), Museo de escultura al aire libre de Cáceres (1997) y, finalmente, en Santurce (2003). Falleció el 5 de julio de 2023, en el Hospital Ramón y Cajal de Madrid.

## Estilo
José Noja se formó en la escuela de Pablo Serrano, utilizando inicialmente materiales firmes y consistentes (madera, piedra y bronce); su primera producción es eminentemente expresionista. Pero pronto se produce su evolución hacia el formalismo abstracto, que el autor desarrolla centrándose en la idea de la forma geométrica primaria del cilindro.
Puede decirse que Noja es escultor de ideas, destacando entre otros los monumentos creados en honor a los Derechos Humanos, a la Constitución, y a los símbolos de la Amistad y la Solidaridad. Como obra cumbre que representa esta tendencia del artista, hay que hablar del grupo titulado “Estrellas”, que se encuentra ubicado en el vestíbulo de la Estación principal de Metro en la Puerta del Sol de Madrid; también ha realizado monumentos a personajes genéricos e instituciones, como el del Minero en Puertollano, el del Zapatero en Almansa, el del V Centenario del Descubrimiento en Huelva, el de la Industria del Mueble en Yecla, al Abuelo en Alcobendas, y a la Libertad en Laguna de Duero, a las Tres Culturas, en Alcalá de Henares, al Milenio, en Leganés, y a la Música en el Auditorio Nacional de Madrid.
No quiere decir esto que Noja no haya trabajado el aspecto más figurativo, en este ámbito hay que destacar las esculturas que ha creado en homenaje a personajes españoles: el monumento a Manuel Azaña y el grupo de la rotonda de los  Aguadores, son una buena muestra de lo que se dice. Muchas de estas obras pertenecen al epígrafe de “Obras Públicas”.

## Actividad artística

### Exposiciones
José Noja ha participado desde sus inicios en muchas exposiciones, tanto individuales como colectivas, entre las que podemos destacar:
1955/58
- A Otoño Juvenil, Paseo del Prado, Madrid.[4]
- Feria del Campo, Sala de Exposiciones, Madrid.[4]
- Sala Lealtad, Madrid.[4]

1958
- Galería Simone De Haags, Ámsterdam, Países Bajos.[4]

1960
- Galería Omel, Londres, Reino Unido.[4]
- Senatore, Sttutgar, Alemania.[4]
- Milán, Italia.
- Universidad de Estocolmo, Suecia
- Galería 20, Arnherm, Países Bajos.
- Galería Space, Harlem, Países Bajos.

1961
- Eschernbach, Palaix De Beaux Arts, Bruselas, Bélgica.
- Rotterdamsche Kinstkring, Rótterdam, Países Bajos.

1962
- Furstenberg, París, Francia.
- Galería Space, Ámsterdam, Países Bajos.
- Bonn Modern Spanisch Painting, Londres, Reino Unido.
- Vriken, Estocolmo, Suecia.
- Boekhandel, K.J.Bas, Ámsterdam, Países Bajos.
- Kunstenaars Centrum, Fiergarten, Berlín.

1963
- Galería Tragueto, Venecia, Italia.
- Zonnehof, Amersfoort, Estocolmo, Suecia.
- Nicolai Kirke, Copenhague, Dinamarca.

### Obras en espacios públicos y colecciones

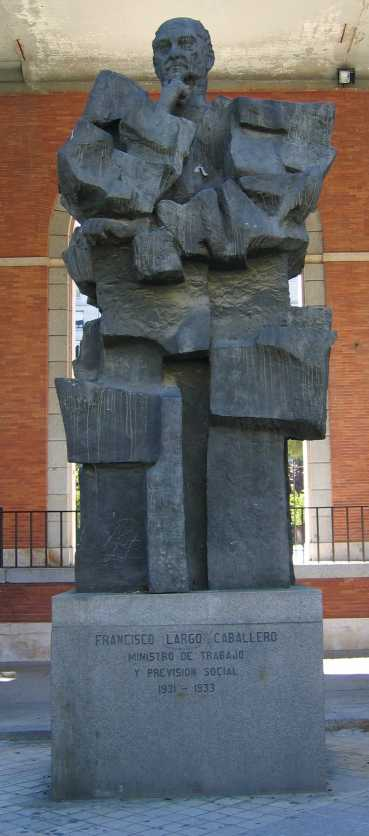
Monumento de Largo Caballero en Madrid (1985).

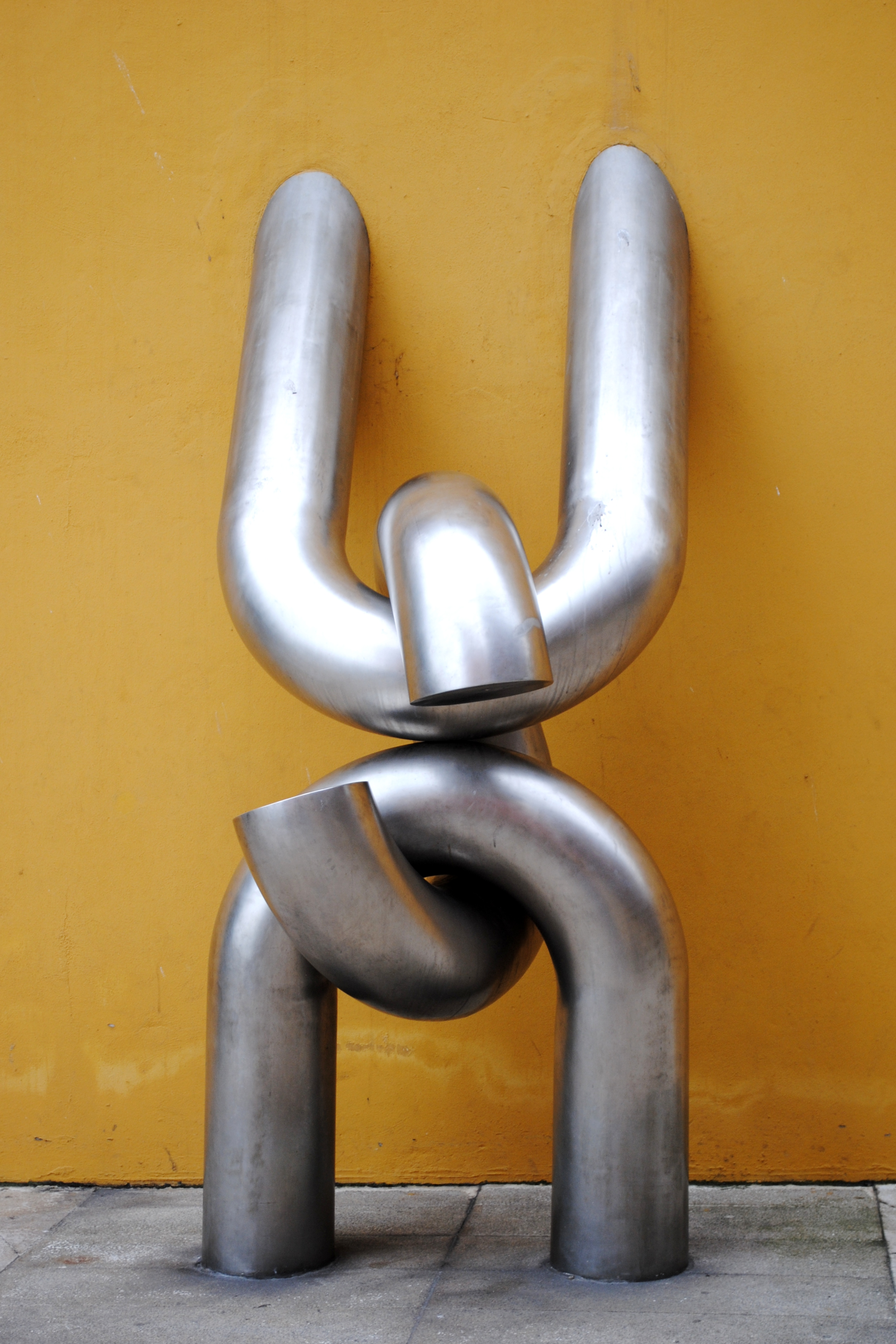
El eslabón (2002), en Avilés (Asturias).

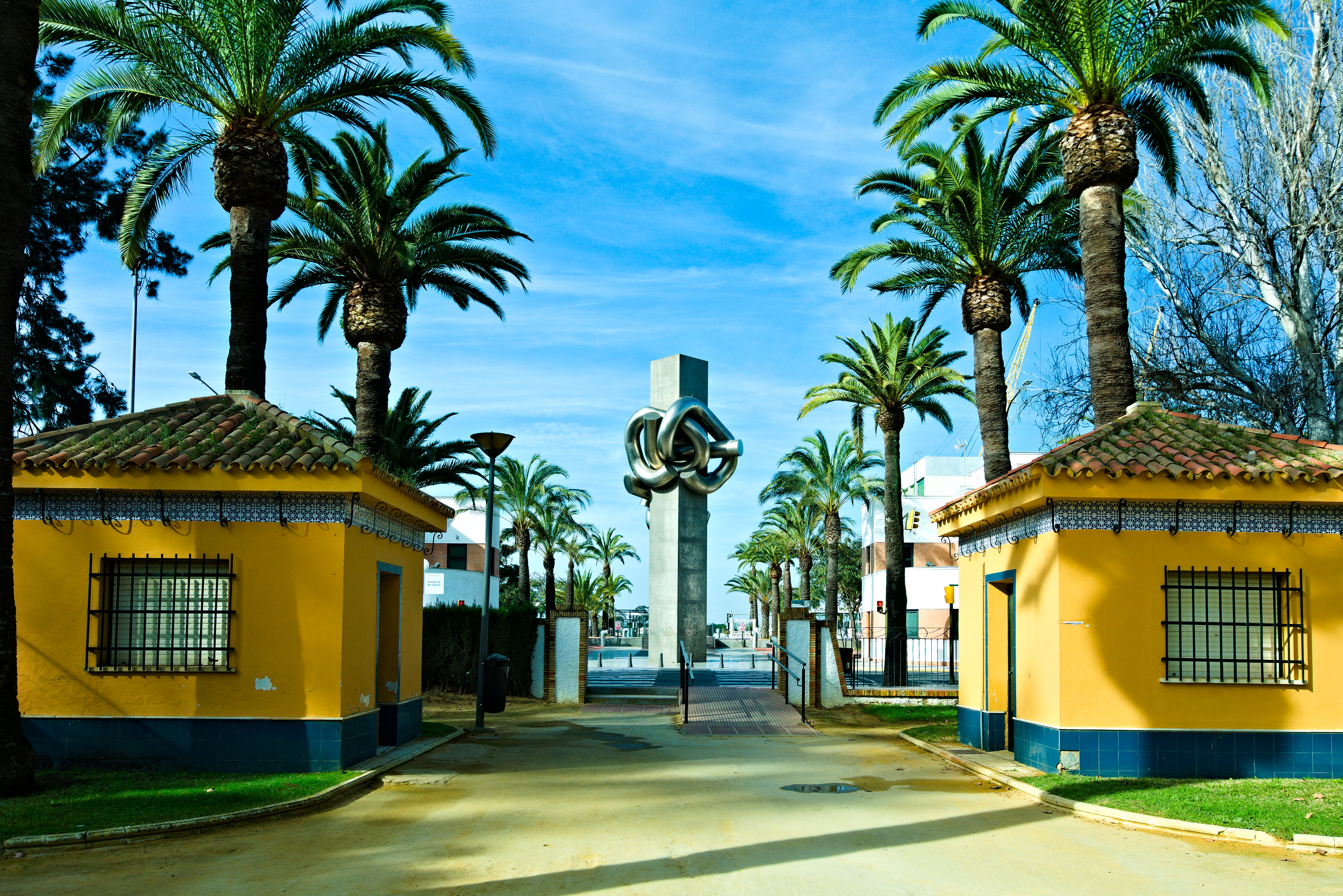
Escultura Nudo, de José Noja. Situada en el Muelle de las Canoas, en Huelva.

José Noja puede considerarse uno de los artistas con mayor producción de obra pública, en nuestra geografía.
Pese a que inicialmente puede verse en sus obras públicas una fuerte influencia de Pablo Serrano, como queda evidente en su obra “Monumento a Largo Caballero” en Madrid, rápidamente crea su propio lenguaje artístico, centrando su protagonismo la forma primaria del cilindro.
Como material para sus obras públicas, tanto de interior como de exterior, suele utilizar el acero, pasando a utilizar últimamente el acero inoxidable.
Entre sus obras públicas destacan:
- Monumento al Abuelo, Alcobendas, Madrid, 1976.
- Obra a Manuel Azaña, Serrano, Madrid, 1979
- Monumento a Baldomero Lozano Pérez, Villaseca de Laciana, León, 1979.
- Monumento a Fernando de los Ríos, Granada, 1980.
- Obra a Pablo Neruda, Madrid, 1981.
- Monumento a los niños de Ortuella, Vizcaya, 1981.
- Monumento a la Libertad en Laguna de Duero, 1982.
- Monumento al Minero, Puertollano, 1982.
- Monumento a la Constitución, Vitoria, 1983.
- Monumento "Abrazo", Vitoria, 1983.
- Monumento a Picasso en Tudela de Duero, 1983.
- Monumento al Zapatero, Almansa, Albacete, 1984.
- Monumento a la Industria del Mueble, Yecla, Murcia, 1984.
- Escultura al Aire Libre, Centro Cultural Conde Duque, Madrid, 1984.
- Monumento a Julián Besteíro, Madrid, 1985.
- Monumento a Largo Caballero, Madrid, 1985.
- Monumento a los Cantos de Andalucía, Huelva, 1985.
- Escultura "Nudo I", Torrejón de Ardoz, Madrid, 1986.
- Escultura "Abrazo", Torrejón de Ardoz, Madrid, 1986.
- Escultura "Titi", Ayuntamiento de Aracena, Huelva, 1986.
- Monumento a Salvador Espriú, San Felíu de Guixols, Gerona, 1986.
- Escultura Endesa, Madrid, 1986.
- Esculturas "Amor" y "Nudo I, II", Museo de Andalucía, 1986.
- Monumento a Manuel Azaña, Alcalá de Henares, Madrid, 1987.
- Monumento a la Comunidad de Madrid, Escultura "Estrellas", hall del metro Sol de Madrid, 1987.
- Escultura "Abrazo" en Mármol, Aracena, Huelva, 1987.
- Monumento Abrazo, Gerona, 1987.
- Monumento al Abuelo, Madrid, 1988.
- Monumento Homenaje a la Música, Auditorio de Madrid, 1988.
- Monumento a Europa, Playa de Aro, Gerona, 1989.
- Monumento al V Centenario, Huelva, 1990.
- Escultura "Europa" a Felipe de Borbón y Grecia, 1990.
- Escultura Homenaje a Josep Lluís Ortega Monasterio, Playa de Aro, Gerona, 1990.
- Monumento a los Aguadores, Alacalá de Henares, Madrid, 1990.
- Monumento Asturias, Oviedo, Asturias, 1991.
- Escultura "Descubierta" S.A.R. el Príncipe de Asturias, 1991.
- Escultura Museo de Arte Contemporáneo V Centenario, Huelva, 1991.
- Escultura Hotel Tartessos, Huelva, 1991.
- Escultura Museo Andalucía, 1991.
- Escultura Hotel Los Castaños, Aracena, 1992.
- Escultura "Nudo", Museo de Huelva, 1992.
- Escultura Museo de Escultura al Aire Libre de Alcalá de Henares, 1993.
- Escultura en el Museo Conde Duque, Madrid, 1993.
- Monumento Parque antiguo Depósito de Sementales, Alcalá de Henares, 1994.
- Escultura para el Colegio de Ingenieros Técnicos Industriales, Huelva, 1995.
- Monumento a las Tres Culturas. Alcalá de Henares, 1995.
- Escultura Colegio Santo Tomás, Alcalá de Henares, 1996.
- Escultura "Nudoca", Museo de Escultura de Cáceres, 1997.
- Monumento a Juan de Borbón, Cáceres, 1997.
- Mural Diario A.B.C. Madrid, 1998.
- Monumento a los Derechos Humanos, 1999.
- Monumento "Solidaridad" Gijón, 1999.
- Monumento al "Milenio", Leganés, 2000.
- Monumento "Abuela" Laviana, Asturias,2000.
- Escultora "Stella" Museo Leganés, 2000.
- Monumento Universidad Politécnica de Valencia, 2000.
- Monumento a la Minería, Puertollano, 2000.
- Escultura "Punto de encuentro" Avilés, Asturias, 2002.
- Escultura "El eslabón" Avilés, Asturias, 2002.

## Reconocimiento
- El 2 de diciembre de 2020 se le otorgó el Premio Ciudad de Alcalá, en su modalidad Ciudad Patrimonio de la Humanidad, por “su trayectoria profesional y su notable creación artística, que cuenta con fuertes vínculos con la ciudad de Alcalá de Henares”.[8]